# پرچه
پِرِچِه (به مجاری: Perecse) روستاییست در شهرستان بورشود-آبااوی-زمپلن در کشور مجارستان. جمعیت این روستا در ۲۰۰۹، ۳۳ نفر بوده‌است.